# A.K. Damgaard
Anders Knudsen Damgaard (født 1. november 1808 på Damgård ved Skive, død 3. september 1906 i Odense) var en dansk præst og politiker.
Damgaard er født på gården Damgård ved Skive i 1808 som søn af gårdejer Knud Lauritzen og tog efternavnet Damgård efter sin fødegård. Damgaard kom med hjælp udefra på Viborg Katedralskole hvorfra han blev student i 1828. Han arbejdede som lærer på Avnø ved Næstved før han blev cand.theol. i 1834. Herefter var han manuduktør (privat vejleder) på Borchs Kollegium.
I 1839 blev Damgaard præst i Borbjerg Sogn ved Holstebro, og fra 1850 også provst i Hjerm, Ginding og Hammerum. Han blev forflyttet til Kullerup-Refsvindinge Sogne ved Nyborg i 1855. Tre år senere blev han sognepræst ved Sankt Knuds Kirke i Odense og stiftsprovst i Odense Stift 1858. Han var konstitueret biskop i fire måneder efter biskop Engelstofts død i 1889.
Damgaard var opstillet til valget til Den Grundlovgivende Rigsforsamling i Holstebro, men tabte valget med 32 stemmers forskel til C.N. Petersen. Han var medlem af Folketinget valgt i Ringkøbing Amts 3. valgkreds (Holstebrokredsen) fra 1849 til 1852, Han genopstillede ikke til Folketinget, men forsøgte forgæves at komme i Landstinget ved et suppleringsvalg i 1854.